# Старое Жуё
Старое Жуё — деревня в Вавожском районе Удмуртии. Входит в состав Тыловыл-Пельгинского сельского поселения.

## География
Деревня находится в юго-западной части республики, на расстоянии примерно 25 км (по прямой) к юго-западу от села Вавож, административного центра района.

### Часовой пояс
Деревня Старое Жуё, как и вся Удмуртия, находится в часовой зоне МСК+1. Смещение применяемого времени относительно UTC составляет +4:00.

## Население
| 2010 | 2012 |
| ---- | ---- |
| 49   | ↗52  |

### Национальный состав
Согласно результатам переписи 2002 года, в национальной структуре населения удмурты составляли 91 % из 67 чел.